# قاعدة الإبهام

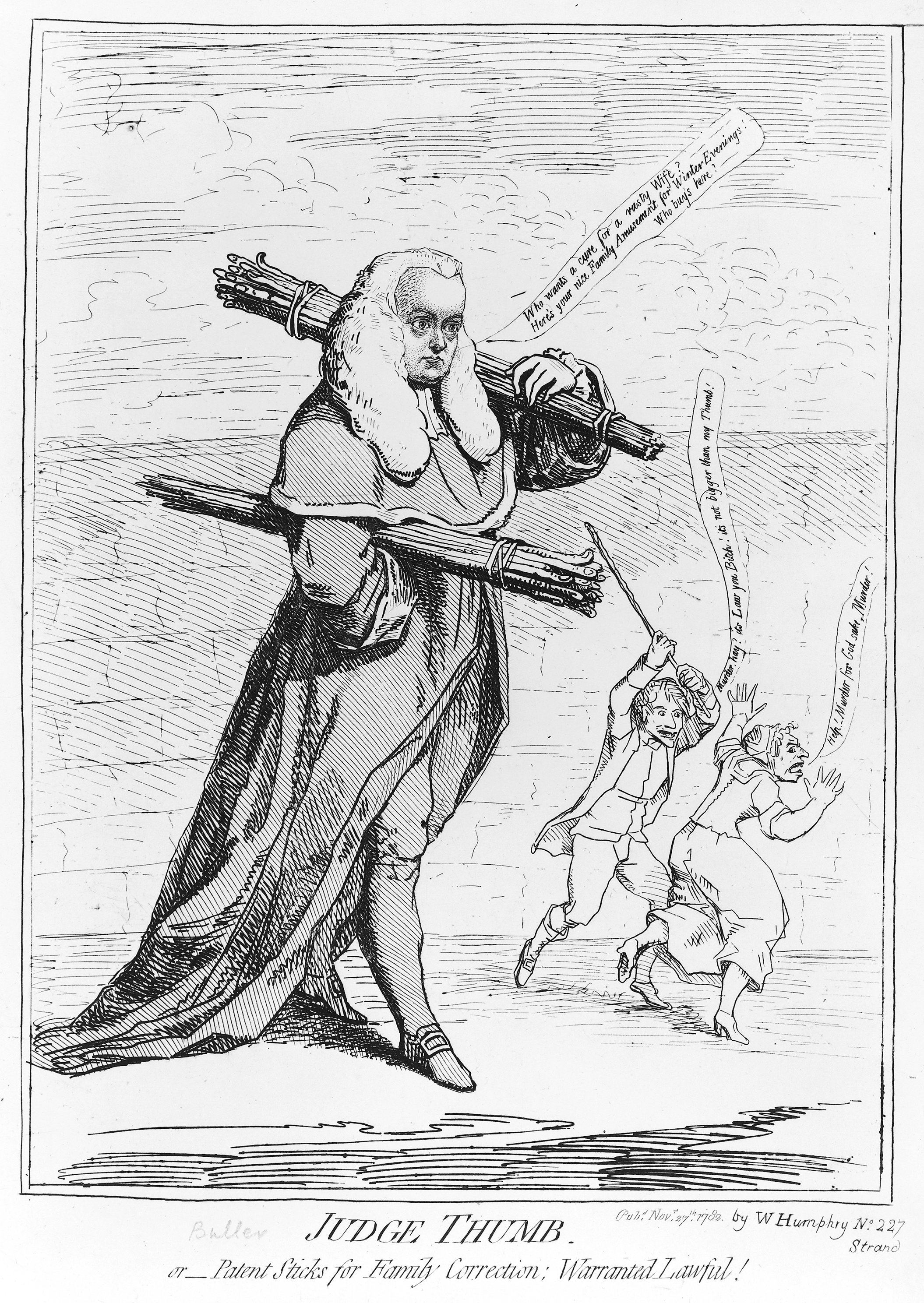

قاعدة الإبهام هي مبدأ ذو تطبيق واسع، غير دقيق، وضعيف الموثوقية، لكنه سهل التعلم، يستخدم للحساب التقريبي، أو لتذكر قيمة، أو إنجاز تقرير أو تحليل سريع غير معمق، غالبا مايكون سطحيا. يمكن مقارنتها بالحدس المهني، و هو مفهوم شبيه يستخدم في الرياضيات و علم النفس و علم الحاسوب، و خصوصا في تصميم الخوارزميات.

## مثال
مثال لحساب عدد السنوات (n) التي تتضاعف فيه الأموال (100000) مثلا إذا ما كانت نسبة الفائدة I) 8%)
القيمة المستقبلية = القيمة الحالية * (1+ معدل الفائدة)مرفوع لأس عدد السنين

FV=PV(1+I)^n

لقد قرب العلماء هذه المعادلة لصيغة أسهل وأسرع بكثير 
فببساطة يمكنك أن تقسم 72 على نسبة الفائدة (من غير النسبة المئوية)

72 / 8 = 9 سنوات 

ويوجد قواعد مثيلة في المجالات المختلفة